# Episodi di Smash (seconda stagione)
La seconda e ultima stagione della serie televisiva Smash, composta da 17 episodi, è stata trasmessa in prima visione assoluta negli Stati Uniti d'America da NBC dal 5 febbraio al 26 maggio 2013.
In Italia la stagione è stata trasmessa in prima visione dal canale a pagamento Mya, della piattaforma Mediaset Premium, dal 14 maggio 2013 al 2 luglio 2013. In chiaro è inedita.
| nº | Titolo originale       | Titolo italiano     | Prima TV USA     | Prima TV Italia |
| -- | ---------------------- | ------------------- | ---------------- | --------------- |
| 1  | On Broadway            | A Broadway          | 5 febbraio 2013  | 14 maggio 2013  |
| 2  | The Fallout            | Complicazioni       | 5 febbraio 2013  | 14 maggio 2013  |
| 3  | The Dramaturg          | Il drammaturgo      | 19 febbraio 2013 | 21 maggio 2013  |
| 4  | The Song               | Il brano inedito    | 26 febbraio 2013 | 21 maggio 2013  |
| 5  | The Read-Through       | La disputa          | 5 marzo 2013     | 28 maggio 2013  |
| 6  | The Fringe             | Nuovi registri      | 12 marzo 2013    | 28 maggio 2013  |
| 7  | Musical Chairs         | Cambio scena        | 19 marzo 2013    | 4 giugno 2013   |
| 8  | The Bells and Whistles | Il vero leader      | 26 marzo 2013    | 4 giugno 2013   |
| 9  | The Parents            | Genitori            | 2 aprile 2013    | 11 giugno 2013  |
| 10 | The Surprise Party     | La festa a sorpresa | 6 aprile 2013    | 11 giugno 2013  |
| 11 | The Invited Dress      | La prova generale   | 13 aprile 2013   | 18 giugno 2013  |
| 12 | Opening Night          | La sera della prima | 20 aprile 2013   | 18 giugno 2013  |
| 13 | The Producers          | Produttori          | 27 aprile 2013   | 25 giugno 2013  |
| 14 | The Phenomenon         | A Kyle              | 4 maggio 2013    | 25 giugno 2013  |
| 15 | The Transfer           | Notizia bomba       | 11 maggio 2013   | 2 luglio 2013   |
| 16 | The Nominations        | Le nomination       | 26 maggio 2013   | 2 luglio 2013   |
| 17 | The Tonys              | I Tony Awards       | 26 maggio 2013   | 2 luglio 2013   |